# Дожа Кет
Амала Ратна Зандиле Дламини (на английски: Amala Ratna Zandile Dlamini), по-известна с псевдонима си Доджа Кет(на английски: Doja Cat; произнася се /doʊdʒə kæt/), срещан и като Дожа Кет или Дожа Кат, е американска рапърка, певица и автор на песни.
Има номинации за единайсет награди „Грами“ и шест награди „Билборд“, както и две награди „Ем Ти Ви“.

## Детство
Родена е на 21 октомври 1995 г. в Лос Анджелис в артистично семейство. Майка ѝ Дебора е графичен дизайнер, а баща ѝ е южноафрикански актьор от зулуски произход. Двамата имат кратка връзка, след като се запознават в Ню Йорк, където той играе на Бродуей. По-късно баща ѝ се завръща в родината си от носталгия, надявайки се, че ще бъде последван от любимата си.
Малко след раждането си Дожа Кет отива да живее в градчето Рай, щата Ню Йорк с баба си по майчина линия, архитект и художник. На 8-годишна възраст се завръща в Калифорния при майка си и брат си и практикува хиндуизъм в ашрам. Там Дожа Кет се увива в шалове и пее бхаджани, но чувства, че хиндуизмът възпрепятства нормалното ѝ детско развитие. По-късно семейството ѝ се завръща към градския начин на живот, а тя се записва на уроци по танци. Ученето не е силната ѝ страна, като тя използва всеки свободен момент, за да се отдаде на танците. Често бяга от училище и виси с часове в онлайн чат стаи, а на 16-годишна възраст е изключена от училище. Самата тя обяснява поведението си със синдрома на дефицит на вниманието, от който страда.

## Кариера

### Първи професионален договор
Дожа Кет описва живота си след училище като „шантав“, като твърди, че е принудена да спи на пода и отделя цялото си време, за да си намира инструментални парчета от „Ютюб“, които след това да претворява в свои записи. През 2012 г. започва да качва записите си в „Саундклауд“, а So High e първата ѝ песен в платформата. Това привлича вниманието на продуцента Йети Бийтс, който я кани в студиото си. Той я запознава с Доктор Люк и на 17-годишна възраст Дожа Кет подписва първия си договор с „Кемосабе Рекърдс“, лейбъл от каталога на „Ар Си Ей Рекърдс“.
През август 2014 г. издава първия си миниалбум Purrr!. Малко преди излизането на албума So High официално е издаден като неин първи сингъл.
В края на 2016 г. е поканена от Били Айлиш да участва в песента Bellyache, но отказва, тъй като се намира в творчейски застой. Това продължава известно време, като според нея причината се крие в слабото внимание, което получават първите ѝ записи, както и прекаляването с марихуана.

### AmalaиMooo!
След затишие от четири години Дожа Кет издава сингъла Roll with Us през февруари 2018 г. През март излиза Go to Town като пилотен сингъл от предстоящия ѝ дебютен албум. Candy е вторият и последен сингъл, който се появява през същия месец. Впоследствие тази песен се оказва хит в платформата „ТикТок“. Сингълът попада в редица класации по света и достига до номер 86 в „Билборд Хот 100“ – най-големият ѝ успех до този момент.
Албумът Amala се появява на бял свят на 30 март 2018 година като част от каталога на „Ар Си Ей Рекърдс“ и включва трите предходни сингъла. Издаването му почти не е отразено, а албумът не попада в нито една класация. Впоследствие Дожа Кет твърди, че албумът е „незавършен“, не я „представя в желаната артистична светлина“ и по време на записването му постоянно е била напушена. Тя също така споделя, че е била притисната от срокове за завършването му, а музикалната ѝ компания не я е подкрепила по никакъв начин.
През август 2018 г. Дожа Кет публикува саморъчно направения видеоклип към Mooo!, новаторска песен с абсурден хумор, в която възпява себе си като въображаема крава. Видеото постига огромен успех, след като има 3 милиона гледания през първата си седмица, и се превръща в меме. След този успех Mooo! e издаден като пилотен сингъл от разширената версия на Amala.

### Hot Pink
Ремиксираната версия на Juicy, в която се включва и рапърът Тайга от разширената версия на Amala, е пусната като пилотен сингъл от втория албум на Дожа Кет през август 2019 г. Песента дебютира под номер 83 в „Билборд Хот 100“ и става първият ѝ трак в класацията, като достига до 41 място. Успехът на сингъла допринася за дебюта на албума ѝ в „Билборд 200“. През октомври 2019 г. излиза вторият сингъл Bottom Bitch. Следва издаването на Rules, като Дожа Кет обявява предстоящото излизане на втория си албум. Албумът достига до 9 място в „Билборд 200“. Следва сингълът Boss Bitch, който е включен в саундтрака на „Хищни птици“, филм от вселената на Ди Си.
През октомври 2020 г. излиза песента Del mar, в която тя пее заедно с Осуна и Сия, от албума Enoc на пуерториканския певец. На 16 октомври Дожа Кет и Осуна изпълняват парчето на живо в Шоуто на Джими Кимъл.

### Planet Her
През януари 2021 г. Дожа Кет получва три номинации за „Грами“, в това число за най-добър нов изпълнител, а песента и Say So за запис на годината и най-добро поп изпълнение. През 2021 г. е включена в списъка на „Тайм“ „Новите 100“, който изброява 100 новоизгряващи музикални изпълнители.
На 10 април е издаден първият сингъл и видеоклипът към него от Planet Her Kiss Me More, в който тя пее заедно със Сиза. Песента е оценена подобаващо от критиката и попада в много годишни класации за най-добра песен. Песента достига до номер 3 в „Билборд Хот 100“ и е първият ѝ топ 10 хит. През май е отличена като най-добра арендби певица на музикалните награди на „Билборд“.
Дожа Кет приключва годината като най-продаваната арендби и хип-хоп изпълнителка в САЩ.

## Личен живот
Дожа Кет запазва мълчание за личния си живот, а в интервю казва, че обществото едва ли ще научи с кого излиза преди сватбата. Тя също така не е обявила и своята сексуална ориентация, въпреки че от 2021 г. има връзка с британската певица Бри Рънуей.

## Дискография
Студийни албуми
- Amala (2018)
- Hot Pink (2019)
- Planet Her (2021)
- Scarlet (2023)